# Gottfried Fuchs
Pour les articles homonymes, voir Fuchs.
Gottfried Fuchs est un footballeur allemand né le 3 mai 1889 à Karlsruhe (Grand-duché de Bade) et mort le 25 février 1972 à Montréal (Canada).

## Biographie
Il compte six sélections et treize buts en équipe d'Allemagne de football.
Il fit l'essentiel de sa carrière au Karlsruher FV.
Il entra dans l'histoire pour avoir marqué dix buts en une seule rencontre internationale, lors de Jeux olympiques d'été de 1912. Le 1er juillet 1912, l'Allemagne atomisa la Russie 16 à 0 et Fuchs trouva dix fois les filets russes, égalant ainsi le record de Sophus Nielsen contre la France A aux jeux olympiques de 1908. Ce record dura près de 90 ans, n'étant battu qu'en 2001 par l'Australien Archie Thompson (13 buts) lors de la mémorable victoire 31-0 de l'Australie contre les Samoa américaines.
Comme il était d'origine juive, la mention de sa présence dans la Mannschaft et de son record fut effacée des tablettes par le troisième Reich. En 1937, il quitta l'Allemagne pour la Suisse, puis passa quelques mois en France avant d'émigrer au Canada en 1940.